# Buffalo Soldier (Lied)
Buffalo Soldier ist ein Lied von Bob Marley, das im April 1983 posthum als Single erschien. Es wurde zudem auf dessen Alben Confrontation (1983) und Legend (1984) veröffentlicht. Die Tonart des Liedes ist A-Dur; es dauert etwas mehr als vier Minuten.

## Inhalt

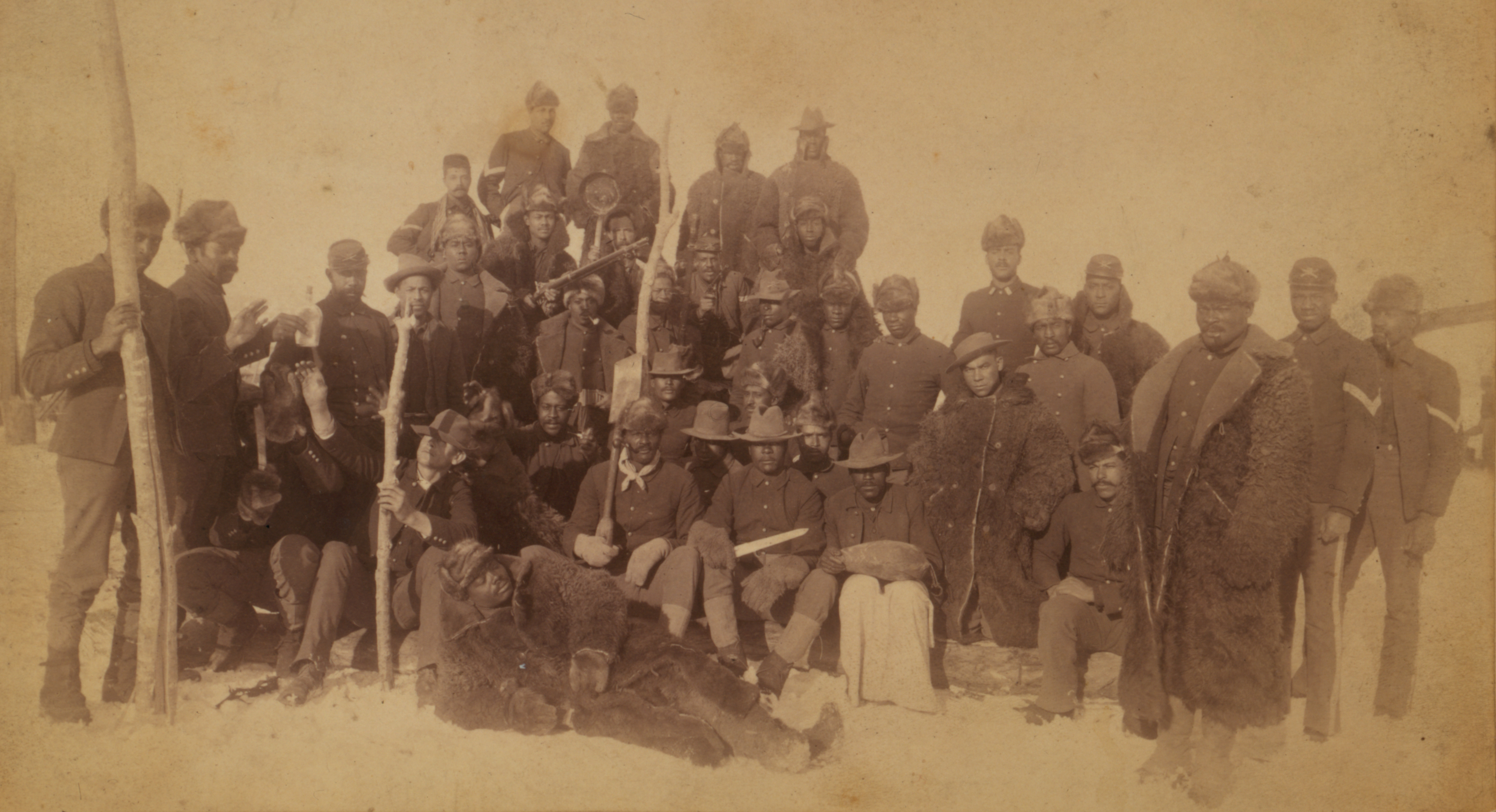
Eine Gruppe der im Liedtext erwähnten Buffalo soldiers, Montana (1890)

Buffalo Soldier nimmt sich der Geschichte der Buffalo Soldiers an. Hier betont Marley besonders die Absurdität der Tatsache, dass die gerade befreiten ehemaligen Sklaven eingesetzt wurden, um amerikanische Ureinwohner zu töten und zu vertreiben, und auch für andere US-amerikanische Invasionen benutzt wurden, obwohl ihre Vorfahren selbst gewaltsam aus ihrer Heimat nach Amerika verschleppt worden waren.
Es wird repetitiv die Entführung aus Afrika und die Verschleppung nach Amerika besungen; zum Schluss detailliert Marley die Ankunft in San Juan und schließlich in seiner eigenen Heimat, Jamaika. 
Im Gegensatz zu seinen vorherigen Hits wurde Marleys Band The Wailers bei diesem Lied nicht von ihm selbst geleitet, da er vor Vollendung des Songs starb und nur verschieden lange Demos des Liedes hinterließ. Deshalb schrieben sie die Instrumentspuren so, wie Marley es ihrer Meinung nach gemacht hätte. Aus diesem Grund gibt es auch mehrere Versionen von Buffalo Soldier.

## Kritik
Der US-amerikanische Aktivist Dick Gregory hat sich nach eigenen Angaben bereits 1979 im Vorfeld des Amandla-Festivals gegenüber Marley kritisch zum Lied geäußert; es werde ein falsches Bild der Buffalo Soldiers vermittelt, welche für die Aushungerung von Ureinwohnern verantwortlich waren. Marley habe beim Schreiben um diese Umstände nicht gewusst.
Demoaufnahmen des Lieds machte Marley frühestens 1978, wonach Gregory diese gekannt haben müsste. Auch zum Zeitpunkt der Veröffentlichung 1983 war wenig über die Buffalo Soldiers bekannt, das Lied hat jedoch viel Interesse und Forschung hierzu geweckt und zur differenzierten Aufarbeitung beigetragen.

## Kommerzieller Erfolg

### Chartplatzierungen
Buffalo Soldier erreichte in mehreren Ländern Chartplatzierungen, so in Österreich (Platz 14) und Norwegen (Platz 10).
| ChartsChartplatzierungen     | Höchstplatzierung | Wochen |
| ---------------------------- | ----------------- | ------ |
| Österreich (Ö3)              | 14 (4 Wo.)        | 4      |
| Vereinigtes Königreich (OCC) | 4 (13 Wo.)        | 13     |

### Auszeichnungen für Musikverkäufe
| Land/Region                  | Auszeichnungen für Musikverkäufe (Land/Region, Auszeichnung, Verkäufe) | Verkäufe |
| ---------------------------- | ---------------------------------------------------------------------- | -------- |
| Italien (FIMI)               | Gold                                                                   | 25.000   |
| Neuseeland (RMNZ)            | 3× Platin                                                              | 90.000   |
| Spanien (Promusicae)         | Gold                                                                   | 30.000   |
| Vereinigtes Königreich (BPI) | Platin                                                                 | 600.000  |
| Insgesamt                    | 2× Gold · 4× Platin ·                                                  | 745.000  |

Hauptartikel: Bob Marley/Auszeichnungen für Musikverkäufe